# هارالد ارتل
هارالد ارتل (به انگلیسی: Harald Ertl) (زادهٔ ۳۱ اوت ۱۹۴۸ زالتسبورگ، اتریش – درگذشتهٔ ۷ آوریل ۱۹۸۲ در هسن، آلمان غربی) رانندهٔ مسابقات فرمول یک، و روزنامه‌نگار ورزش‌های موتوری اهل اتریش بود. ارتل در تسل آم زه متولد شد و در همان مدرسه‌ای تحصیل کرد که رانندگانی چون جوهن رایندت و هلموت مارکو در آن به تحصیل پرداخته بودند.
ارتل دارای ریش و سبیلی به سبک بازرس کلوزو بود. او که در اصل یک روزنامه‌نگار بود، با تلاش خود موفق شد به مسابقات فرمول وی و سوپر وی آلمان راه یافته و پیش از تغییر گرایش موفقیت‌آمیز به خودروهای تورینگ، خود را به مسابقات فرمول سه برساند. در آن دوران، او موفق شد با کسب حمایت مالی کافی ورود به مسابقات فرمول یک را بدست آورد. ارتل از سال ۱۹۷۵ تا ۱۹۸۰ با لباس‌های مختلفی در این مسابقات شرکت کرد. ارتل بیشتر به‌عنوان یکی از چهار راننده‌ای شناخته می‌شود که به بیرون کشیدن نیکی لائودا از خودروی فراری در حال سوختنش در گراند پری ۱۹۷۶ آلمان کمک کردند.